# Yoshinobu Harada
Yoshinobu Harada (原田 欽庸 Harada Yoshinobu?, nacido el 17 de mayo de 1986 en Saitama) es un futbolista japonés que se desempeña como guardameta.

## Trayectoria

### Clubes
| Club             | País  | Año         |
| ---------------- | ----- | ----------- |
| Mito HollyHock   | Japón | 2005 - 2010 |
| Tochigi Uva FC   | Japón | 2011 - 2012 |
| V-Varen Nagasaki | Japón | 2012 - 2013 |
| Zweigen Kanazawa | Japón | 2014 - 2017 |

## Estadística de carrera

### J. League
| Club             | Año   | J. League | J. League | Copa J. League | Copa J. League | Total | Total |
| Club             | Año   | Part.     | Goles     | Part.          | Goles          | Part. | Goles |
| ---------------- | ----- | --------- | --------- | -------------- | -------------- | ----- | ----- |
| Mito HollyHock   | 2005  | 0         | 0         | -              | -              | 0     | 0     |
| Mito HollyHock   | 2006  | 0         | 0         | -              | -              | 0     | 0     |
| Mito HollyHock   | 2007  | 1         | 0         | -              | -              | 1     | 0     |
| Mito HollyHock   | 2008  | 0         | 0         | -              | -              | 0     | 0     |
| Mito HollyHock   | 2009  | 1         | 0         | -              | -              | 1     | 0     |
| Mito HollyHock   | 2010  | 4         | 0         | -              | -              | 4     | 0     |
| V-Varen Nagasaki | 2013  | 0         | 0         | -              | -              | 0     | 0     |
| Zweigen Kanazawa | 2014  | 33        | 0         | -              | -              | 33    | 0     |
| Zweigen Kanazawa | 2015  | 42        | 0         | -              | -              | 42    | 0     |
| Zweigen Kanazawa | 2016  | 42        | 0         | -              | -              | 42    | 0     |
| Zweigen Kanazawa | 2017  | 0         | 0         | -              | -              | 0     | 0     |
| Total            | Total | 123       | 0         | 0              | 0              | 123   | 0     |

## Palmarés

### Títulos nacionales
| Título    | Club             | País  | Año  |
| --------- | ---------------- | ----- | ---- |
| J3 League | Zweigen Kanazawa | Japón | 2014 |